# Kapitanivka, Konotop
Kapitanivka (în ucraineană Капітанівка) este un sat în comuna Jovtneve din raionul Konotop, regiunea Sumî, Ucraina.

## Demografie
Componența lingvistică a localității Kapitanivka
     Ucraineană (100%)
Conform recensământului din 2001, toată populația localității Kapitanivka era vorbitoare de ucraineană (100%).